# Ungarische Lloyd Flugzeug- und Motorenfabrik
Ungarische Lloyd Flugzeug- und Motorenfabrik AG (венг. Magyar Lloyd Repülőgép és motorgyár Részvény-Társaság) — ныне не существующая австро-венгерская авиастроительная компания времён Первой мировой войны и межвоенного периода

## История
Автомобилестроительная компания Ungarische Lloyd Automobil- und Motorenfabrik AG, основанная 27 января 1913 года, немногим более чем через год (в апреле 1914-го) сменила сферу деятельности на не столь убыточную, а название — на Ungarische Lloyd Flugzeug- und Motorenfabrik AG.
Её головная контора находилась в Будапеште, а производственные мощности находились к северу от Будапешта, в бывшей тюрьме в Асоде.
Уже 8 мая 1914 года она приступила к выпуску аэропланов. Генеральным директором стал подполковник резерва Генрих Бир. Именно он в том же году установил в Асперне четыре мировых рекорда высоты на первом самолёте, изготовленном в Венгрии, Lloyd LS-1. Техническим директором был Тибор Мельцер из Будапештского технического университета.
В качества образца одной из моделей был выбран самолёт DFW B I, производившийся компанией Deutsche Flugzeug-Werke (DFW), детали и чертежи которого были доставлены в Асод. Предполагалось использовать его в Военно-воздушные силы Австро-Венгрии. Осложнял ситуацию тот факт, что двигателей «Ллойд» не производил.
В связи с начавшейся войной, компания постоянно расширялась, в Асоде строились новые цеха. Их площадь охватывала около шести йохов (примерно 3,5 гектара).
Рядом с заводом находился аэродром с взлётно-посадочной полосой длиной в один километр. Для сотрудников были построены рабочие и жилые бараки, рынок. На мирное время планировалось строительство коттеджей.
Один из типов самолётов — Lloyd C — выпускался на протяжении почти всей войны (всего 287 самолетов; 1915: 32 штуки, 1916: 65, 1917: 84, 1918: 104).
В соответствии с подписанным по итогам войны Трианонским договором, строительство самолётов в Венгрии было запрещено, поэтому компании пришлось вновь сменить профиль своей деятельности; вначале это был выпуск мебели и кузовных деталей, а с 1923 года — производство бумаги (под маркой Ungarische Lloyd Papierfabrik AG). Успеха ей добиться не удалось, и в 1926 году компания окончательно закрылась.
Тибор Мельцер вернулся в качестве заместителя профессора Доната Банки преподавателем в Технический университет. В 1936 он скончался.

## Продукция компании
- 40.05, также Typ FJ (1916) истребитель, биплан со 160-сильным двигателем Austro-Daimler AD 6. 1 прототип;
- 40.08, также (LV, Luftkreuzer II), 1916, трёхмоторный тяжелый бомбардировщик. 1 прототип;
- 40.15 (1917 или 1918), истребитель;
- 40.16 (1918) истребитель, 1 прототип;
- Lloyd C.I (DFW MD) (1914/15) 1 прототип и 12 серийных со 145-сильным двигателем Hiero;
- Lloyd C.II (III) (1914) разведчик, двигатель Hiero произведённый заводом MARTA 287 штук;
- Lloyd C.V (1917) разведчик. Около 70 экземпляров произведено компанией Lloyd и примерно столько же WKF